# 1563 az irodalomban
Az 1563. év az irodalomban.

## Új művek

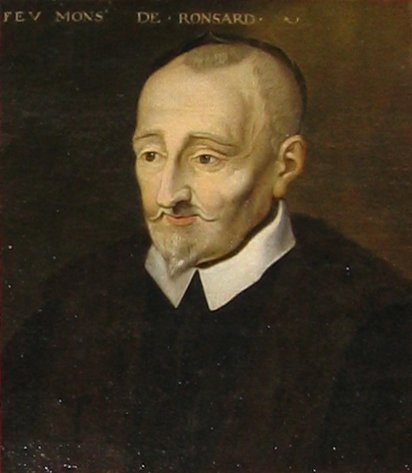
Pierre de Ronsard

- Károli Gáspár: Két könyv minden országoknak és királyoknak jó és gonosz szerencséjöknek okairól (Debrecen); a Vizsolyi Biblia mellett másik ismert munkája.
- Pierre de Ronsard francia költőnek az őt támadó hugenottáknak címzett műve: Réponse aux injures et calomnies (Válasz a szidalmakra és rágalmazásokra).[1]

## Halálozások
- május 21. – Martynas Mažvydas, az első litván nyelvű nyomtatott könyv szerzője és kiadója (* 1510)
- augusztus 18. – Étienne de La Boétie francia reneszánsz író, műfordító, politikus, filozófus (* 1530)
- 1563. körül – Arthur Brooke angol költő (születésének éve nem ismert).